# Mellanområde
Mellanområde är i Göteborgs kommun en statistisk områdesindelning, som är den lägsta nivån det tas fram befolkningsprognoser för. Mellanområden är en nivå mellan stadsområde (SO) och primärområde och är framtagna för att skapa områden som fungerar bra ihop med stadens verksamheter. De skall vara relativt lika socioekonomiskt, och befolkningsstorleken kan därför variera mellan områdena. Ett mellanområde består av ett antal primärområden. Mellanområden har funnits sedan år 2017. Antalet mellanområden uppgår sedan årsskiftet 2020/2021 till 36 och var dessförinnan 30.

## Stadsområden – Mellanområden – Primärområden
Mellanområdena ingår i stadsområden och består av primärområden enligt följande.
| Stadsområde   | Mellanområde                          | Primärområden                                                                                    |
| ------------- | ------------------------------------- | ------------------------------------------------------------------------------------------------ |
| SO 1 Nordost  | 10 Östra Angered                      | 609 Linnarhult, 610 Gunnilse, 611 Bergum                                                         |
| SO 1 Nordost  | 11 Bergsjön                           | 305 Västra Bergsjön, 306 Östra Bergsjön                                                          |
| SO 1 Nordost  | 12 Gamlestaden-Utby                   | 301 Gamlestaden, 302 Utby                                                                        |
| SO 1 Nordost  | 13 Kortedala                          | 303 Södra Kortedala, 304 Norra Kortedala                                                         |
| SO 1 Nordost  | 14 Södra Angered                      | 606 Hammarkullen, 612 Hjällbo, 613 Eriksbo                                                       |
| SO 1 Nordost  | 15 Centrala Angered                   | 602 Rannebergen, 604 Angereds Centrum, 605 Agnesberg                                             |
| SO 1 Nordost  | 16 Norra Angered                      | 601 Lövgärdet, 603 Gårdstensberget                                                               |
| SO 2 Centrum  | 30 Kålltorp-Torpa-Björkekärr          | 210 Kålltorp, 211 Torpa, 212 Björkekärr                                                          |
| SO 2 Centrum  | 31 Kallebäck-Skår-Kärralund           | 204 Kallebäck, 205 Skår, 207 Kärralund                                                           |
| SO 2 Centrum  | 32 Krokslätt-Johanneberg              | 110 Krokslätt, 111 Johanneberg                                                                   |
| SO 2 Centrum  | 33 Guldheden-Landala                  | 112 Landala, 113 Guldheden                                                                       |
| SO 2 Centrum  | 34 Olivedal-Haga-Annedal-Änggården    | 106 Änggården, 107 Haga, 108 Annedal, 109 Olivedal                                               |
| SO 2 Centrum  | 35 Kungsladugård-Sanna                | 101 Kungsladugård, 102 Sanna                                                                     |
| SO 2 Centrum  | 36 Majorna-Stigberget-Masthugget      | 103 Majorna, 104 Stigberget, 105 Masthugget                                                      |
| SO 2 Centrum  | 37 Norra Centrum                      | 114 Lorensberg, 115 Vasastaden, 116 Inom Vallgraven, 117 Stampen, 118 Heden                      |
| SO 2 Centrum  | 38 Lunden-Härlanda-Överås             | 206 Överås, 208 Lunden, 209 Härlanda                                                             |
| SO 2 Centrum  | 39 Olskroken-Redbergslid-Bagaregården | 201 Olskroken, 202 Redbergslid, 203 Bagaregården                                                 |
| SO 3 Sydväst  | 50 Stora Högsbo                       | 509 Kaverös, 510 Flatås, 511 Högsbohöjd, 512 Högsbotorp, 514 Ruddalen, 515 Järnbrott, 516 Högsbo |
| SO 3 Sydväst  | 51 Askim-Hovås                        | 523 Askim, 524 Hovås                                                                             |
| SO 3 Sydväst  | 52 Billdal                            | 525 Billdal                                                                                      |
| SO 3 Sydväst  | 53 Södra Skärgården                   | 505 Södra Skärgården                                                                             |
| SO 3 Sydväst  | 54 Bratthammar-Näset-Önnered          | 506 Bratthammar, 519 Önnered, 521 Näset                                                          |
| SO 3 Sydväst  | 55 Centrala Tynnered                  | 507 Guldringen, 508 Skattegården, 518 Ängås, 520 Grevegården, 522 Kannebäck                      |
| SO 3 Sydväst  | 56 Frölunda Torg-Tofta                | 513 Tofta, 517 Frölunda Torg                                                                     |
| SO 3 Sydväst  | 57 Älvsborg                           | 501 Fiskebäck, 502 Långedrag, 503 Hagen, 504 Grimmered                                           |
| SO 4 Hisingen | 70 Kärra-Rödbo                        | 407 Kärra, 408 Rödbo                                                                             |
| SO 4 Hisingen | 71 Backa                              | 409 Skogome, 410 Brunnsbo, 412 Backa, 413 Skälltorp                                              |
| SO 4 Hisingen | 72 Kvillebäcken                       | 402 Kvillebäcken                                                                                 |
| SO 4 Hisingen | 73 Kyrkbyn-Rambergsstaden             | 414 Kyrkbyn, 415 Rambergsstaden                                                                  |
| SO 4 Hisingen | 74 Norra Älvstranden                  | 416 Eriksberg, 417 Lindholmen                                                                    |
| SO 4 Hisingen | 75 Södra Torslanda                    | 704 Hjuvik, 705 Nolered, 707 Arendal                                                             |
| SO 4 Hisingen | 76 Björlanda                          | 706 Björlanda                                                                                    |
| SO 4 Hisingen | 77 Tuve-Säve                          | 405 Tuve, 406 Säve                                                                               |
| SO 4 Hisingen | 78 Kärrdalen-Slättadam                | 403 Slättadamm, 404 Kärrdalen                                                                    |
| SO 4 Hisingen | 79 Östra Biskopsgården                | 703 Svartedalen, 709 Jättesten                                                                   |
| SO 4 Hisingen | 80 Västra Biskopsgården               | 701 Norra Biskopsgården, 702 Länsmansgården, 708 Södra Biskopsgården                             |